# Diss-Agio
Diss-Agio è un EP dei rapper italiani Fedez e Dinamite, autoprodotto e pubblicato nel 2010.
Il disco è presentato dal rapper Vincenzo da Via Anfossi.

## Tracce
1. Jackass (feat. Maddawg)
2. 30 denari (feat. Maddawg)
3. Diss-Agio (feat. Vincenzo da Via Anfossi)
4. Brutal (feat. Maddawg)
5. Dinamite - T.S.C.
6. Anthem Pt. 1
7. Skit - menomale che S...o c'è